# Temporada 1988-89 de los Portland Trail Blazers
La temporada 1988-89 fue la deciomonovena de los Portland Trail Blazers en la NBA. La temporada regular acabó con 39 victorias y 43 derrotas, ocupando el octavo puesto de la conferencia Oeste, clasificándose para los playoffs, en los que cayeron en primera ronda ante Los Angeles Lakers.

## Elecciones en elDraft
| Ronda | Puesto | Jugador          | Posición  | Nacionalidad   | Universidad     |
| ----- | ------ | ---------------- | --------- | -------------- | --------------- |
| 1     | 21     | Mark Bryant      | Ala-Pívot | Estados Unidos | Seton Hall      |
| 2     | 26     | Rolando Ferreira | Pívot     | Brasil         | Houston         |
| 3     | 53     | Anthony Mason    | Ala-Pívot | Estados Unidos | Tennessee State |
| 3     | 71     | Craig Neal       | Escolta   | Estados Unidos | Georgia Tech    |

## Temporada regular
| División Pacífico        | División Pacífico | División Pacífico | División Pacífico | División Pacífico | División Pacífico | División Pacífico | División Pacífico | División Pacífico |
| Equipo                   | G                 | P                 | %                 | PD                | Casa              | Fuera             | Div               |                   |
| ------------------------ | ----------------- | ----------------- | ----------------- | ----------------- | ----------------- | ----------------- | ----------------- | ----------------- |
| y-Los Angeles Lakers     | 57                | 25                | .695              | –                 | 35–6              | 22–19             | 25–9              |                   |
| x-Phoenix Suns           | 55                | 27                | .671              | 2                 | 35–6              | 20–21             | 23–11             |                   |
| x-Seattle SuperSonics    | 47                | 35                | .573              | 10                | 31–10             | 16–25             | 20–14             |                   |
| x-Golden State Warriors  | 43                | 39                | .524              | 14                | 29–12             | 14–27             | 15–19             |                   |
| x-Portland Trail Blazers | 39                | 43                | .476              | 18                | 28–13             | 11–30             | 17–17             |                   |
| Sacramento Kings         | 27                | 55                | .329              | 30                | 21–20             | 6–35              | 12–22             |                   |
| Los Angeles Clippers     | 21                | 61                | .256              | 36                | 17–24             | 4–37              | 7–27              |                   |

## Playoffs

### Primera ronda
Los Angeles Lakers vs. Portland Trail Blazers 
| Fecha       | Partido                                            | Ciudad      |
| ----------- | -------------------------------------------------- | ----------- |
| 27 de abril | Los Angeles Lakers 128, Portland Trail Blazers 108 | Los Angeles |
| 30 de abril | Los Angeles Lakers 113, Portland Trail Blazers 105 | Los Angeles |
| 3 de mayo   | Portland Trail Blazers 108, Los Angeles Lakers 116 | Portland    |
|             | Los Angeles Lakers gana las series 3-0             |             |

## Estadísticas
| Rk | Jugador          | Edad | P  | PT | MP   | TC   | TCI  | %TC  | T3  | T3I | %T3  | TL  | TLI | %TL  | RO  | RD  | RT  | AS  | RB  | TAP | BP  | FP  | PTS  |
| -- | ---------------- | ---- | -- | -- | ---- | ---- | ---- | ---- | --- | --- | ---- | --- | --- | ---- | --- | --- | --- | --- | --- | --- | --- | --- | ---- |
| 1  | Clyde Drexler    | 26   | 78 | 78 | 39.3 | 10.6 | 21.4 | .496 | 0.3 | 1.3 | .260 | 5.6 | 7.0 | .799 | 3.7 | 4.2 | 7.9 | 5.8 | 2.7 | 0.7 | 3.2 | 3.4 | 27.2 |
| 2  | Terry Porter     | 25   | 81 | 81 | 38.3 | 6.7  | 14.1 | .471 | 1.0 | 2.7 | .361 | 3.4 | 4.0 | .840 | 1.0 | 3.5 | 4.5 | 9.5 | 1.8 | 0.1 | 3.1 | 2.3 | 17.7 |
| 3  | Jerome Kersey    | 26   | 76 | 76 | 35.7 | 7.0  | 15.0 | .469 | 0.1 | 0.3 | .286 | 3.4 | 4.9 | .694 | 3.2 | 5.0 | 8.3 | 3.2 | 1.8 | 1.1 | 2.2 | 3.6 | 17.5 |
| 4  | Kevin Duckworth  | 24   | 79 | 79 | 33.7 | 7.0  | 14.7 | .477 | 0.0 | 0.0 | .000 | 4.1 | 5.4 | .757 | 3.1 | 4.9 | 8.0 | 0.8 | 0.7 | 0.6 | 2.5 | 3.8 | 18.1 |
| 5  | Kiki Vandeweghe  | 30   | 18 | 1  | 24.0 | 5.7  | 12.1 | .475 | 0.9 | 2.1 | .421 | 1.6 | 1.8 | .879 | 0.6 | 1.3 | 1.9 | 1.9 | 0.4 | 0.2 | 1.0 | 2.2 | 13.9 |
| 6  | Sam Bowie        | 27   | 20 | 0  | 20.6 | 3.5  | 7.7  | .451 | 0.3 | 0.4 | .714 | 1.4 | 2.5 | .571 | 1.8 | 3.5 | 5.3 | 1.8 | 0.4 | 1.7 | 1.7 | 2.2 | 8.6  |
| 7  | Steve Johnson    | 31   | 72 | 11 | 20.5 | 4.1  | 7.8  | .524 | 0.0 | 0.0 |      | 1.8 | 3.4 | .527 | 1.9 | 3.1 | 5.0 | 1.5 | 0.3 | 0.6 | 1.9 | 3.5 | 10.0 |
| 8  | Danny Young      | 26   | 48 | 2  | 19.8 | 2.4  | 5.2  | .460 | 0.4 | 1.0 | .340 | 1.0 | 1.3 | .781 | 0.4 | 1.2 | 1.5 | 2.6 | 1.1 | 0.1 | 0.9 | 1.0 | 6.2  |
| 9  | Caldwell Jones   | 38   | 72 | 40 | 17.8 | 1.1  | 2.5  | .421 | 0.0 | 0.0 | .000 | 0.7 | 0.8 | .787 | 1.2 | 2.9 | 4.2 | 0.8 | 0.3 | 1.2 | 1.2 | 2.3 | 2.8  |
| 10 | Jerry Sichting   | 32   | 25 | 1  | 15.6 | 1.8  | 4.2  | .442 | 0.1 | 0.5 | .250 | 0.3 | 0.3 | .875 | 0.4 | 0.8 | 1.2 | 2.4 | 0.6 | 0.0 | 1.0 | 0.7 | 4.1  |
| 11 | Richard Anderson | 28   | 72 | 3  | 15.0 | 2.0  | 4.8  | .417 | 0.7 | 2.0 | .348 | 0.4 | 0.5 | .842 | 0.9 | 2.3 | 3.2 | 1.4 | 0.6 | 0.2 | 0.8 | 1.4 | 5.2  |
| 12 | Mark Bryant      | 23   | 56 | 32 | 14.3 | 2.1  | 4.4  | .486 | 0.0 | 0.0 |      | 0.7 | 1.2 | .580 | 1.2 | 2.0 | 3.2 | 0.6 | 0.4 | 0.1 | 0.7 | 2.6 | 5.0  |
| 13 | Adrian Branch    | 25   | 67 | 4  | 12.1 | 3.0  | 6.5  | .463 | 0.1 | 0.5 | .226 | 1.3 | 1.8 | .725 | 0.9 | 1.0 | 2.0 | 0.9 | 0.7 | 0.0 | 1.0 | 1.5 | 7.4  |
| 14 | Clinton Wheeler  | 29   | 20 | 0  | 10.6 | 1.1  | 2.3  | .467 | 0.0 | 0.1 | .000 | 0.4 | 0.5 | .700 | 0.6 | 0.4 | 1.0 | 1.7 | 1.0 | 0.0 | 0.9 | 0.9 | 2.5  |
| 15 | Brook Steppe     | 29   | 27 | 2  | 9.0  | 1.2  | 2.9  | .423 | 0.2 | 0.3 | .556 | 1.2 | 1.4 | .865 | 0.5 | 0.7 | 1.2 | 0.6 | 0.4 | 0.0 | 0.5 | 1.2 | 3.8  |
| 16 | Craig Neal       | 24   | 21 | 0  | 7.6  | 0.5  | 1.7  | .314 | 0.1 | 0.4 | .222 | 0.0 | 0.1 | .500 | 0.1 | 0.4 | 0.5 | 1.5 | 0.4 | 0.0 | 0.7 | 1.1 | 1.2  |
| 17 | Rolando Ferreira | 24   | 12 | 0  | 2.8  | 0.1  | 1.5  | .056 | 0.0 | 0.0 |      | 0.6 | 0.7 | .875 | 0.3 | 0.8 | 1.1 | 0.1 | 0.0 | 0.1 | 0.5 | 0.6 | 0.8  |

## Galardones y récords
| Jugador         | Galardón |
| Clyde Drexler   | All-Star |
| Kevin Duckworth | All-Star |